# سیارک ۵۴۲
سیارک ۵۴۲ (به انگلیسی: 542 Susanna، نامگذاری:1904OQ) پانصد و چهل و دومین سیارک کشف شده‌است که در ۱۵ اوت ۱۹۰۴ و در هایدلبرگ کشف شد.
قدر مطلق سیارک برابر ۹٫۳۶ است.